# Geografia Azerbejdżanu

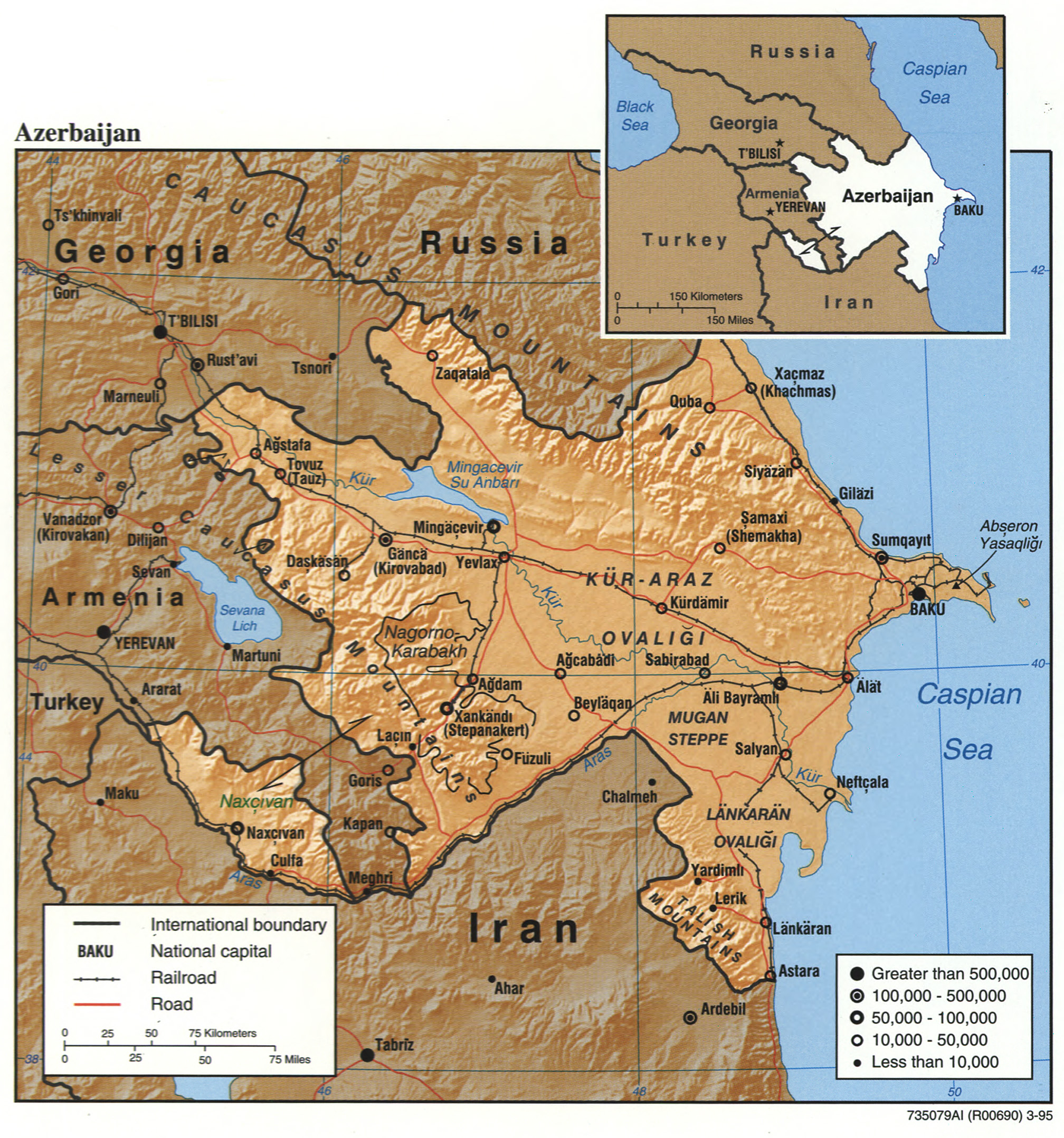
Mapa Azerbejdżanu

Azerbejdżan jest niewielkim państwem śródlądowym położonym na Zakaukaziu w zachodniej części Azji nad Morzem Kaspijskim.

## Powierzchnia i granice

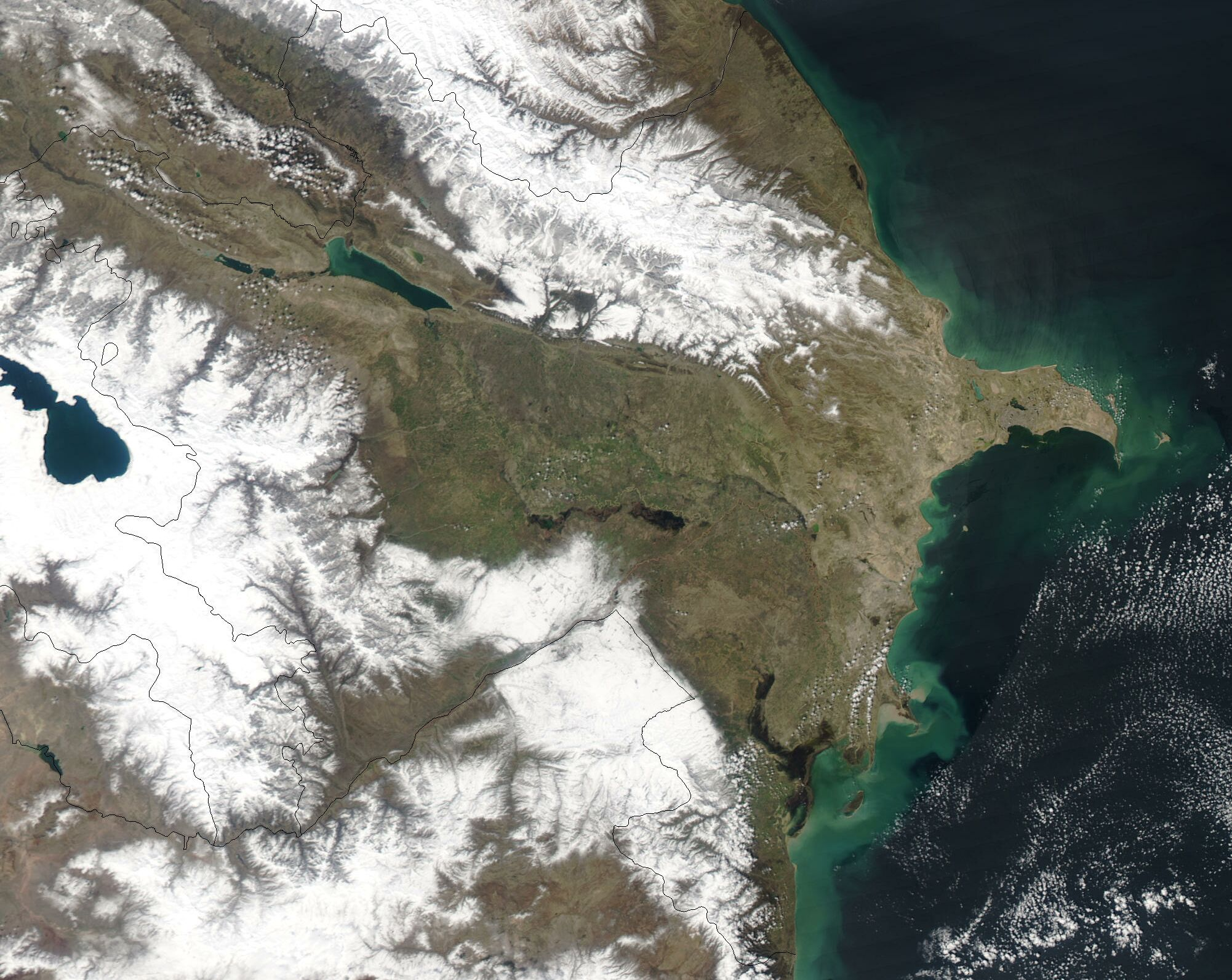
Azerbejdżan – widok z kosmosu

Powierzchnia – 86 600 km²
Skrajne punkty – północny 41°55′N, południowy 38°20′N, zachodni 44°50′E, wschodni 50°30′E. Azerbejdżan ze wschodu na zachód mierzy około 340 km, a z północny na południe około 230 km.
Azerbejdżan graniczy z następującymi państwami:
- Armenia – 787 km (w tym 221 km – Nachiczewańska Republika Autonomiczna)
- Iran – 611 km (w tym 179 km – Nachiczewańska Republika Autonomiczna)
- Gruzja – 322 km
- Rosja – 284 km
- Turcja – 9 km

Linia brzegowa – 680 km (Morze Kaspijskie)

## Budowa geologiczna i rzeźba
Azerbejdżan cechuje się urozmaiconym środowiskiem geograficznym. Od wschodu na długości 680 km, graniczy z Morzem Kaspijskim, z dość urozmaiconą linią brzegową. W jej środkowej części leży długi na ponad 70 km Półwysep Apszeroński, gdzie u nasady leży stolica kraju- Baku. W strefie przybrzeżnej leżą liczne, niewielkie wyspy.
Przez mniej więcej środek kraju z północnego zachodu na południowy wschód ciągnie się rozległa Nizina Kurańska. Obszar ten jest tektonicznym zapadliskiem, który został zalany wodami zatoki morskiej w okresie miocenu. Pod koniec trzeciorzędu i w czwartorzędzie na jej powierzchni osadziła się gruba warstwa piasków i glin nanoszonych przez rzeki.
Po obu stronach doliny kraj jest wyżynno-górzysty z przewagą gór. Na północy wznoszą się pasma górskie wchodzące w skład południowo-wschodniej części Wielkiego Kaukazu Jest to obszar młodych fałdowań alpejskich, gdzie góry te zostały sfałdowane i ostatecznie wypiętrzone w okresie orogenezy alpejskiej. Miało to miejsce pod koniec trzeciorzędu. Masyw Wielkiego Kaukazu na terenie Azerbejdżanu jest najwyższym masywem górskim, gdzie najwyższym szczytem kraju jest Bazardüzü o wysokości 4466 m n.p.m. Góry zbudowane są głównie z jurajskich, gliniastych łupków i wapieni. Po drugiej stronie Niziny Kurańskiej w południowo-zachodniej części kraju wznoszą się pasma górskie Małego Kaukazu. Góry te są zbudowane z wapieni kredowych i starych skał wulkanicznych. Masyw ten został wypiętrzony w środkowym trzeciorzędzie. Jego najwyższym szczytem jest Gamış dağı o wysokości 3724 m n.p.m.

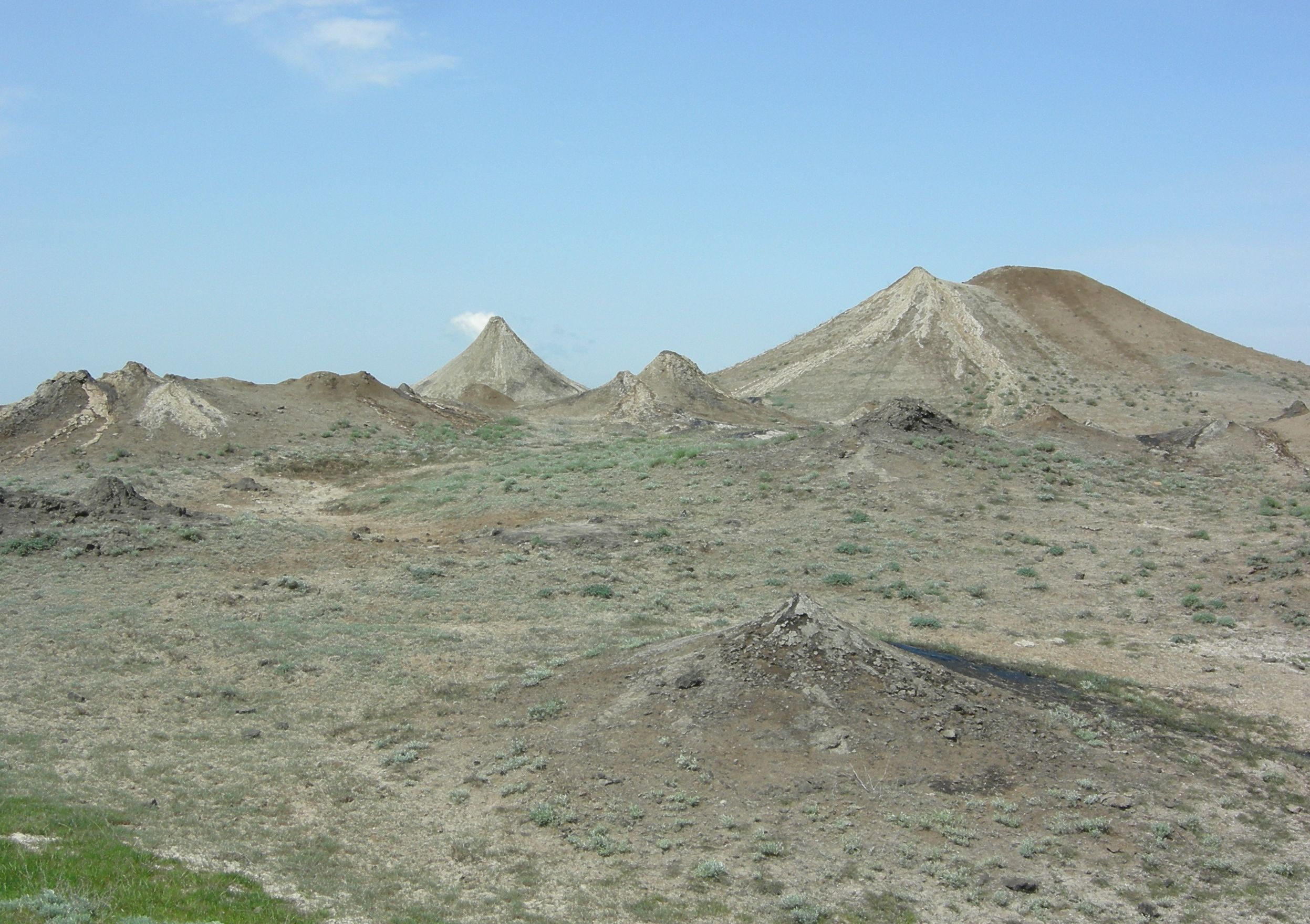
Krajobraz górski Azerbejdżanu

## Klimat
Klimat jest zróżnicowany ze względu na ukształtowanie powierzchni. Azerbejdżan leży w strefie klimatu podzwrotnikowego, na przeważające części kraju – suchego. Na Nizinie Lenkorańskiej klimat jest wilgotny.
Deszcze w górach są dość obfite, na Wielkim Kaukazie rocznie spada od 1200 do 1300 mm deszczu. Natomiast na Małym Kaukazie jest bardziej sucho, gdzie średnia opadowa waha się od 600 do 800 mm deszczu rocznie. Inne obszary poza Niziną Lenkorańską (około 1700 mm. rocznie) są suche, gdzie średnio spada około 400 mm. deszczu. Sucho jest w dolinie Niziny Kurańskiej, średnia roczna to 250 mm. Jeszcze suchszym regionem jest Półwysep Apszeroński, tam roczny opad wynosi około 150 mm.
Temperatury są zależne od wysokości. Spora część kraju to tereny górzyste, wysoko położone, są to więc miejsca chłodne. Powyżej 2000 m n.p.m. zimą dni są mroźne, gdzie średnia dobowa wynosi około –6 °C, a obszary powyżej 3000 m n.p.m. są bardzo zimne i przez cały rok otrzymuje się tam śnieg. Latem w górach także jest chłodno, gdzie średnie dobowe temperatury wynoszą około 14 °C. Na terenach nisko położonych jak na Nizinie Kurańskiej jest stosunkowo ciepło. Zimą średnia dobowa waha się od 1 do 3 °C, a latem jest gorąco: 26–27 °C, przy czym w dzień występują upały do 35 °C. Na Nizinie Lenkorańskiej jest nieco chłodniej, ale zimy mają dość łagodny przebieg temperatur.

## Wody

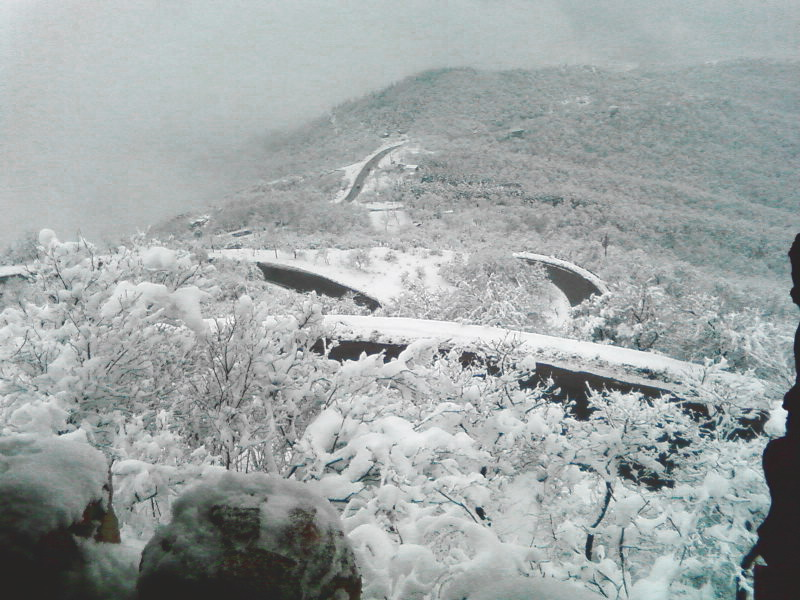
Zima w górach Azerbejdżanu

Ze względu na obfite opady jakie mają miejsce górach, sieć rzeczna kraju jest dobrze rozwinięta. Azerbejdżan należy do zlewiska Morza Kaspijskiego. Główną rzeką kraju jest Kura, która uchodzi właśnie do tego morza w południowej części kraju. Głównym dopływem Kury jest Araks, którego ujście znajduje się w jej dolnym biegu. Poza tymi dwiema rzekami, których źródła znajdują się poza granicami Azerbejdżanu, występują 23 rzeki o długości 100 km lub większej.
Jeziora Azerbejdżanu występują w górach i są pochodzenia polodowcowego. Łącznie w kraju jest około 250 jezior. Największym jeziorem w kraju jest sztuczny Zbiornik Mingeczaurski o powierzchni 620 km². Jednak największym naturalnym zbiornikiem wodnym jest jezioro Sarısu o powierzchni 65,7 km².
Sztuczne zbiorniki wodne zostały wybudowane głównie w celach irygacyjnych oraz energetycznych. Od zakończenia II wojny światowej stworzono ich w Azerbejdżanie ponad 100. Ich łączna powierzchnia wynosi ponad 1070 km². Poza Zbiornikiem Minczegaurskim do największych sztucznych zbiorników należą: Şəmkir, Araks, Yenikənd, Sarsang oraz Ceyranbatan.

## Gleby
Azerbejdżan jest w większości pokryty kambisolami i żółtymi oraz czerwonymi luwisolami. Kambisole występują na przedgórzach gdzie opady są większe, natomiast luwisole pokrywają obszar Niziny Kurańskiej. Przechodzą one w jałowe kserosole, które występują na Półwyspie Apszerońskim.

## Flora
Roślinność jest zróżnicowana z powodu wysokości nad poziomem morza i warunków pogodowych jakie się z nią wiążą. Obszary nizinne jak Nizina Kurańska są zdominowane przez suchą roślinność półpustynną, która występuje także na Półwyspie Apszerońskim. Obszary przedgórskie są pokryte roślinnością stepową. W górach rosną lasy, lecz zajmują jedynie 10% powierzchni kraju. Porastają one głównie góry Wielkiego Kaukazu i Gór Tałyskich. W skład drzewostanu wchodzą dęby, buki i graby. Na terenach powyżej 2500 m n.p.m. lasy zanikają, a na ich miejsce pojawiają się wysokogórskie łąki. Nad Morzem Kaspijskim rosną rzadkie lasy kserofilne i zarośla typu sziblak i frygana.

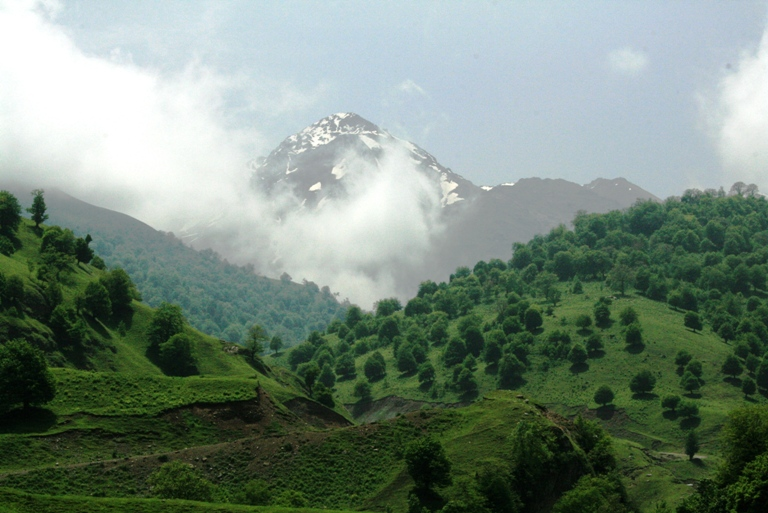
Krajobraz Azerbejdżanu – na pierwszym planie las, dalej widoczne wyższe partie gór

## Fauna
Świat zwierząt jest reprezentowany przez gatunki pochodzące z Regionu Śródziemnomorskiego i Europejskiego. W górach żyją drapieżniki takie jak niedźwiedź brunatny, ryś, a na terenach niżej położonych – lampart i szakal. Do parzystokopytnych należą sarna i jeleń, a wysoko w górach żyje koziorożec kaukaski. W przypadku ptaków głównym gatunkiem jest orzeł i sęp, oraz należący do kuraków – ułar. Z gadów najczęściej spotykane są jaszczurki. Obszary wodne jak region Kury zamieszkują liczne gatunki ptaków wodnych i płazy.
Obszary chronione zajmują jedyne 2,2% powierzchni kraju, czyli niecałe 2000 km².